# Municipio de Mier y Noriega
Mier y Noriega es un municipio de México ubicado en el extremo sur del Estado de Nuevo León, y su cabecera municipal es la única del Estado ubicada al sur del Trópico de Cáncer. Cuenta con una extensión territorial de 1.168 kilómetros cuadrados y su nombre le fue conferido en honor al doctor fray Servando Teresa de Mier y Noriega (Padre Mier). Colinda al norte y poniente con el municipio de Doctor Arroyo, al sur con el Estado de San Luis Potosí, y al oriente con el Estado de Tamaulipas. Es junto con Doctor Arroyo y  Galeana los únicos 3 municipios de Nuevo León que colindan con el estado de San Luis Potosí. El nombre del municipio honra a Servando Teresa de Mier Noriega y Guerra, natural de Monterrey, quien ayudó a redactar la Constitución Mexicana de 1824.
Su cabecera municipal es la localidad de Mier y Noriega. Su punto más alto es el Cerro del Fraile, que se encuentra a 1.669 metros sobre el nivel del mar.

## Economía
La economía del municipio se basa en las remesas (USA) ya que la mayoría de sus habitantes trabaja o radica en Estados Unidos, la agricultura de temporal y la ganadería. Los principales productos agrícolas son el maíz, el frijol y la calabaza. Los principales productos ganaderos son el ganado vacuno y caprino. Los principales minerales que se extraen en el municipio son las calizas y las arenas utilizados en la construcción.

## Turismo
El municipio alberga una serie de sitios históricos y culturales, incluidas las ruinas del asentamiento colonial de San Rafael de las Salinas. El municipio también alberga una serie de atractivos naturales, como el Cañón El Fraile y la Cascada El Salto.

## Desarrollo
El municipio de Mier y Noriega es un municipio relativamente pobre, con una alta tasa de analfabetismo y una baja esperanza de vida. Sin embargo, el municipio es rico en recursos naturales y patrimonio cultural. Con la inversión adecuada, el municipio tiene el potencial de convertirse en un destino turístico próspero y un centro de desarrollo económico.

## Gobierno
Actualmente su alcalde es el C. Fidencio Gerardo Zavala González, elegido para el periodo 2024 a 2027

## Datos adicionales
- El municipio fue fundado en 1825.
- Su clima es semiárido.
- En el municipio viven varios grupos indígenas, tales como los huastecos y los pames.
- El municipio es servido por la Carretera Federal 85.
- Las principales actividades económicas son la agricultura, la ganadería y la minería.
- El municipio alberga una serie de sitios históricos y culturales, como las ruinas del asentamiento colonial de San Rafael de las Salinas.
- La temperatura promedio es de 21 °C (70 °F).

- La temporada de lluvias es de junio a septiembre.
- El principal río del municipio es el Río Sabinas.
- Los principales cultivos son el maíz, el frijol y la calabaza.
- Los principales actividades ganaderas son las derivadas del ganado vacuno, caprino, ovino y porcino.
- Los principales minerales extraídos del municipio son calizas, arenas y gravas.
- Los principales sitios históricos y culturales del municipio son las ruinas del asentamiento colonial de San Rafael de las Salinas, el Cañón del Fraile y la Cascada del Salto.

## Orografía
Las principales elevaciones del municipio son Sierra San Juan (2,440 m s. n. m.), Sierra La Negrita (2,170 m s. n. m.), Cerro La Taberna (2,110 m s. n. m.) y Sierra El Tizú (2,100 m s. n. m.).